# Oscar Joseph de Plácido e Silva
Oscar Joseph de Plácido e Silva (Marechal Deodoro, 18 de junho de 1892 — Curitiba, 16 de janeiro de 1963) foi um jurista, escritor, professor e empresário brasileiro.
A mãe de Oscar, Senhorinha Plácido da Silva, morreu ao dar à luz a segunda filha de seu casamento com Francisco Manoel da Silva. A criança também morreu. Quem realmente criou Oscar foi Anna Plácido e Silva, uma de suas irmãs, filha do primeiro casamento de Francisco Manoel da Silva com Antônia Plácido e Silva (irmã de Senhorinha), que tiveram 12 filhos.
Mudou-se para Curitiba em 1912, a convite do irmão João Alfredo Silva, que já vivia na capital paranaense.
Foi o primeiro aluno matriculado e o primeiro funcionário da Universidade Federal do Paraná (UFPR), a primeira universidade brasileira.
Foi também um dos cofundadores do jornal Gazeta do Povo de Curitiba. Tempos depois, o jornal foi vendida a Francisco Cunha Pereira Filho.

## Atuação na educação
De Plácido e Silva foi fundador da Escola Técnica de Comércio "De Plácido e Silva", que depois viria a se transformar na Faculdade de Ciências Econômicas De Plácido e Silva. "Muitos anos depois, após a morte do velho De Plácido e Silva, um grupo de professores criou uma fundação, transferindo a escola para a Rua General Carneiro, 216, onde hoje tem sede a rica e grande Fundação de Estudos Sociais do Paraná (FESP), com vários cursos superiores."
A filha de De Plácido e Silva, Juril Carnascialli, não aceitou a separação e, em 1974, criou a Faculdade de Ciências Econômicas De Plácido e Silva, que funcionou algum tempo no mesmo prédio, transferindo-se depois para um imóvel junto à Igreja N. S. Aparecida no Barigui. A faculdade foi vendida em 1982 para o Colégio Anglo/Palotti, um grupo de Londrina. Uma das principais instituições de ensino superior de Curitiba, a Uniandrade, foi resultado da união entre as Faculdades Plácido e Silva (Fadeps) e mais duas outras faculdades.
Foi também professor da Faculdade de Direito de Curitiba.[carece de fontes?]

## Atuação como escritor
Conhecido como De Plácido e Silva, foi autor de vários livros, dentre os quais destaca-se o Vocabulário Jurídico, editado até hoje.

## Atuação como editor
Plácido e Silva fundou e foi diretor da Editora Guaíra, que lançou autores clássicos de nossa literatura, como Vinícius de Moraes, Joel Silveira, Rubem Braga, Mark Berkowitz, Romulo Galegos (Presidente da Venezuela), John dos Passos, Jorge Icaza, entre outros.

## Atuação como patrocinador do turismo em Guaratuba
- Em 1949, foi um dos fundadores do Iate Clube de Guaratuba.[18]

## Descendentes
Entre os seus descendentes estão a filha Juril De Plácido e Silva Carnasciali (conhecida também como Juril Carnasciali), jornalista, colunista da Gazeta do Povo (coluna "O que se passa na sociedade").
E também o atualmente (2009) deputado estadual pelo Paraná Nelson Justus, ex-presidente da Assembleia Legislativa, que é neto de De Plácido e Silva.

## Homenagens a De Plácido e Silva
- A Assembleia Legislativa do Paraná e o cônsul geral da República do Senegal para Paraná e Santa Catarina, prestaram homenagem Oscar Joseph de Plácido e Silva em 20 de novembro de 2009.[21]
- Em 2009, as Faculdades Santa Cruz, de Curitiba-PR, deram o nome de De Plácido e Silva ao Núcleo de Prática Jurídica da instituição.[22][23][24]
- Recebeu postumamente, do governo do estado de Alagoas, a Medalha Doutor Pontes de Miranda.[25]
- Há uma escola estadual em Pinhais -PR cujo nome é Escola Estadual Oscar Joseph Plácido e Silva.[26]
- Em 2005, na UniBrasil, foi criada a Secretaria Geral De Plácido e Silva, em homenagem póstuma ao advogado, professor e jornalista Oscar Joseph de Plácido e Silva.[27]